# Lhotka (Humpolec)
Lhotka (německy Lhotka) je malá vesnice, část města Humpolec v okrese Pelhřimov. Nachází se asi 6 km na západ od Humpolce. V roce 2009 zde bylo evidováno 27 adres. V roce 2001 zde trvale žilo 31 obyvatel. Žije zde 36 obyvatel.
Lhotka leží v katastrálním území Lhotka u Humpolce o rozloze 1,84 km2.